# Сёгор, Рунар
Рунар Сёгор (норв. Runar Søgaard; 27 июня 1967, Конгсвингер Норвегия) — пастор пятидесятнической общины в Швеции. Родился в норвежской общине в городе Конгсвингер. Дружит с известными музыкантами, футболистами, теннисистами и представителями богемы Скандинавии.
Всемирную известность получил годом позже после выступления перед паствой, состоявшегося 20 марта 2004 года. Речь Сёгора была перенесена на цифровой носитель и растиражирована СМИ. 
В полемическом задоре Сёгор напомнил тот факт, что пророк Мухаммад взял в жены 9-летнюю девочку по имена Аиша дочь близкого соратника, халифа Абу Бакра не для того, чтобы, как полагает исламский деятель и богослов Юсуф Абдуллах аль-Кардави, «скрепить их отношения не только братством в Аллахе, но и родственными узами». «Прочитайте биографию Мухаммада, и вы увидите, что одной из его жен было девять лет», — настаивал Сёгор. Известно, в 623 году нашей эры состоялась женитьба Мухаммеда на 9-летней Аише.
В период апреля-мая 2005, запись его выступления распространилась в исламском мире, вызвав скандал и спровоцировав нескольких исламских богословов издать фетвы против него.
После поступивших в адрес Сёгора неоднократных угроз об убийстве он был взят под охрану полиции. В течение апреля 2005 года более полусотни мусульман участвовали в пикетах, проводимых перед церковью, где регулярно проповедует Сёгор, а сам Сёгор частично дезавуировал своё выступление

Угрозы в адрес шведского пастора сравнивали с убийством голландского кинорежиссёра Тео ван Гога.
В 2015 и 2019 годах Сегор дважды привлекался к уголовной ответственности за нарушения, связанные с ведением налоговой отчётности и был дисквалифицирован. 